# I hambotagen
I hambotagen är en CD-skiva med svensk folkmusik mestadels från södra Hälsingland spelad av Ulf Störling, tvåradigt dragspel (22 låtar) och fiol (4 låtar) samt Anders Rosén, fiol och Kjell Westling, klarinett. Innehåller rikligt med information om låtar och spelmän. Utgavs 1993 med skivmärket Hurv KRCD-16.

## Låtlista
1. "Polska eller hambo efter Werner Röstberg, Växsjö, Bollnäs" (1905-1991, dragspelare och Ulf Störlings morfar)
2. "Polska eller hambo efter Werner Röstberg"
3. "Schottis efter Börs-Jonas Persson, Sörvälje, Ljusdal (född 1890 och dragspelare, han finns även dokumenterad på band; denna låt hade han efter en Jäldra-Pelle)"
4. "Schottis efter Börs-Jonas Persson (som hade den efter en Dahlins August)"
5. "Polska efter Börs-Jonas Persson (som hade den efter en Jäldra-Pelle)"
6. "Polska efter Olles Jonke, Alfta (var även dragspelare, finns inspelad)"
7. "Polkett efter Börs-Jonas Persson (i sin tur efter en "Sundsvallare")"
8. "Polkett efter Börs-Jonas Persson (som hade den efter en Dahlins August)"
9. "Polska efter Erik Ljung "Kusen", Långbo, Delsbo"
10. "Polska, antagligen härstammande från From-Olle efter Jonas Skoglund (nyckelharpsspelman med hälsingerötter), Tolfta, Uppland"
11. "Vals efter Nils Frisk, Hällbo, Bollnäs" (1901-1987, dragspelare; låten hade han efter en jan Jans Olle)"
12. "Vals efter Nils Frisk"
13. "Polska eller hambo av Werner Röstberg"
14. "Polska efter August Karlsson, Trönö (född 1911, dragspelare och fiolspelman som finns inspelad; hade låten efter Jonas frid, Trönö)"
15. "Schottis efter Västerfall Ludvig Jansson, Tyngsjö, Malung (dragspelare)"
16. "Schottis efter Eskil Linde, Delsbo (dragspelare, född 1935 som finns inspelad); hade låten efter hans far Olof Linde)"
17. "Polska av Per Alex Hansson, Trönö"(1891-1978, dragspelare som finns inspelad)"
18. "Hambo efter Västerfall Ludvig Jansson"
19. "Polketta efter Olles Jonke"
20. "Polketta efter Olles Jonke"
21. "Hôlmagubbens polskan efter Olles Jonke"
22. "Polska efter Olof Olsson, Hovra, Färila (1855-1933, fiolspelman)"
23. "Vals efter Nils Frisk (som hade den efter "Pajas å Tulpan", Alfta)"
24. "Vals efter Börs Jonas Persson (som hade den efter fiolspelmannen Gustav Isaksson, Ljusdal)"
25. "Långnäshambo, Polska eller hambo efter Werner Röstberg (antagligen av Kaggen Holger Larsson, Bollnäs)"
26. "Hej hôpp, Anners Ersa, slängpolska eller hambo efter Nils Frisk (som hade den efter fiolspelmännen Magnus Olsson, "Pell-Pers Manne" och Anders Ersen, Bollnäs)"